# Cactoblastis cactorum
Cactoblastis cactorum, comúnmente conocido como polilla de cacto, gusano de la tuna  o polilla de nopal, es un insecto de la familia de los pirálidos nativo de Argentina, Paraguay, Uruguay y Brasil del sur. Es una de las cinco especies del género Cactoblastis que habita en América del Sur, donde muchos parasitoides y patógenos controlan la expansión de su población. Esta especie ha sido introducida a muchas áreas fuera de su distribución natural, como Australia, el Caribe y Sudáfrica. En algunas ubicaciones, se ha extendido sin control por lo que se ha clasificado como especie invasora. En Australia ha sido introducida intencionalmente para el control biológico de cactos del género Opuntia, como la pera espinosa, que son especies invasoras en esa región.

## Interacciones en hábitat nativo
En América del Sur, Cactoblastis cactorum tiene muchos depredadores naturales, incluyendo hormigas y monos de Nuevo Mundo.
Las larvas del gusano de la tuna recién nacidas son de color gris verdoso, mientras que los últimos estadios tienen un color que va del salmón naranja saturado al rojo, con puntos negros formando bandas transversales, estas están divididas en cuatro bloques y nunca se unen en la línea media.